# فقمة فراء غوادالوبي
فقمة فراء غوادالوبي هي نوع من فقمات الفراء تعيش في جزيرة غوادالوبي، المكسيك.